# Powiat biskupiecki
Powiat biskupiecki – powiat istniejący w latach 1959–1975 na terenie obecnych powiatów olsztyńskiego, bartoszyckiego i kętrzyńskiego (woj. warmińsko-mazurskie). Jego ośrodkiem administracyjnym był Biskupiec. Powiat wchodził w skład województwa olsztyńskiego.
Powiat powstał 1 stycznia 1959, kiedy to na mocy rozporządzenia Rady Ministrów z 15 grudnia 1958 przemianowano powiat reszelski (z siedzibą w Biskupcu już od 1862) na powiat biskupiecki. Przyczyną zmiany były dążenia do ustalania nazw powiatów od ich siedzib.
W 1972 zlikwidowano gromady i podstawową jednostką administracji polskiej stała się ponownie gmina. Na mocy uchwały Wojewódzkiej Rady Narodowej w Olsztynie z 6 grudnia 1972 w powiecie biskupieckim utworzono 4 gminy: Biskupiec, Bisztynek, Jeziorany i Kolno, natomiast miasto Reszel z nowo powstałą gminą Reszel przyłączono do powiatu kętrzyńskiego.
Zmodyfikowany powiat biskupiecki (nadal z siedzibą w Biskupcu, ale już bez Reszla) funkcjonował przez kolejne niecałe trzy lata aż do reformy administracyjnej w 1975 roku, kiedy to terytorium powiatu weszło w skład nowego (mniejszego) województwa olsztyńskiego. Powiatu nie przywrócono w roku 1999, a sam Biskupiec włączono do powiatu olsztyńskiego.